# Студнисько (гміна Юзефув-над-Віслою)
Студнисько (пол. Studnisko) — село в Польщі, у гміні Юзефув-над-Віслою Опольського повіту Люблінського воєводства.
Населення — 181 особа (2011).

## Демографія
Демографічна структура станом на 31 березня 2011 року:
|          | Загалом | Допрацездатний вік | Працездатний вік | Постпрацездатний вік |
| -------- | ------- | ------------------ | ---------------- | -------------------- |
| Чоловіки | 97      | 25                 | 65               | 7                    |
| Жінки    | 84      | 21                 | 40               | 23                   |
| Разом    | 181     | 46                 | 105              | 30                   |